# Vescomtat de Cornelhan
El vescomtat de Cornelhan fou una jurisdicció feudal de Gascunya.
El primer vescomte esmentat fou Ademar de Polestron († 1075) que apareix en una donació al monestir de Saint-Mont el 3 de març de 1055; apareix també el 1062. Es va casar amb Gaudis que va fer una donació per l'ànima del seu marit el 1075. Va deixar tres fills, Odó, Guillem, i Fedac tots els quals haurien portat el títol vescomtal; Fedac va morir en batalla el 1081 ("...el va succeir Guillem el germà més gran de Fedac, el predecessor del qual fou Odó..."). Fedac, casat amb Sància (després el 1086, casada amb Guerau II d'Armanyac), va deixar dos fills, Arsi i Gerald que també van portar el títol de vescomtes i que no se sap quan van morir. Guillem va morir entre 1084 i 1086; es va casar amb Bertrana i en segones noces amb Eleazara i va deixar dis fills, Arnau Guillem i Gaiard que no apareixen com a vescomtes.

## Llista de vescomtes
- Ademar vers 1050-1075
- Odò 1075-?
- Fedac ?-1081
- Guillem 1081-1085
- Arsi vers 1085-?
- Gerald ?